# Veznica
(Očesna) veznica je  sluznica na notranji strani veke, ki preko forniksa prehaja na sprednjo stran zrkla do roženice. Njena naloga je, da pomaga ščititi oko pred tujki in okužbami. Pomaga vlažiti oko, tako da proizvaja sluz in solze, čeprav proizvaja manjše volumne solz kot solzne žleze.

## Bolezni
- vnetje očesne veznice ali konjunktivitis (lahko gre za alergično vnetje očesne veznice, ki ga povzročijo alergeni, denimo hišni prah, dim in kozmetični izdelki itd., nalezljivi konjunktivitis pa je posledica virusne ali bakterijske okužbe)[2]
- tumorji (na veznici se lahko pojavi veliko različnih benignih in malignih tumorjev, vendar so maligni tumorji redki in predstavljalo manj kot 1 % vseh malignih tumorjev)[4]